# Wyuchiva elegantula
Wyuchiva elegantula är en insektsart som beskrevs av Zhang, Wei och Webb 2006. Wyuchiva elegantula ingår i släktet Wyuchiva och familjen dvärgstritar. Inga underarter finns listade i Catalogue of Life.